# エユプ・ガニッチ
エユプ・ガニッチ（ガーニッチとも、ボスニア語:Ejup Ganić、セルビア語:Ејуп Ганић、1946年3月3日 - ）は、ボスニア・ヘルツェゴビナの政治家、工学者であり、1997年から1999年まで、および2000年から2001年までボスニア・ヘルツェゴビナ連邦の大統領を務めた。サラエヴォ科学技術大学（Sarajevo School of Science and Technology）を創設し、その学長を務める。
ユーゴスラビア社会主義連邦共和国・セルビア社会主義共和国の南部・サンジャク地方の中心都市であるノヴィ・パザル市（Novi Pazar）のセベチェヴォ村（Sebečevo）にて生まれた。イスラム教徒のボシュニャク人（ムスリム人）である。

## 政治
ユーゴスラビア連邦における社会主義制度が崩壊してからは、民主行動党に属する。ボスニア・ヘルツェゴビナ紛争時には、ボスニア・ヘルツェゴビナ大統領評議会の一員を務め、大統領アリヤ・イゼトベゴヴィッチの片腕として中心的役割を果たした政治家の一人である。1992年5月に大統領のイゼトベゴヴィッチがユーゴスラビア連邦軍に囚われた際には、大統領から無線通信で大統領代行に任命された。紛争後は、1997年から1999年まで、および2000年から2001年までボスニア・ヘルツェゴビナ連邦の大統領を務めた。ボスニア・ヘルツェゴビナ連邦は、ボスニア・ヘルツェゴビナのおよそ半分を占め、ボシュニャク人とクロアチア人を主体とする構成体である。

## 工学
ガニッチはベオグラード大学にて工学の学士および修士号を取得している。その後、アメリカ合衆国のマサチューセッツ州・ケンブリッジにあるマサチューセッツ工科大学で理工学の博士号（Ph.D.）を取得した。その後、母校のベオグラード大学で研究者として勤務した。
また、マサチューセッツ工科大学で補助研究員、ユニオンカーバイドLinde Division（ニューヨーク）で研究員、ニューヨーク大学およびシカゴ大学で専任講師、イリノイ大学（University of Illinois）で講師、UNIS（サラエヴォ）の取締役、モスクワ大学の客員講師を務めた。
100を超える出版物を著しており、「Handbook of Heat Transfer Fundamentals（伝熱工学基礎ハンドブック）」、「（Experimental Heat Transfer）伝熱実験」、「Engineering Turbulence Modelling and Measurements（工学的乱流モデリングと測定）」などの執筆に関わっている。2002年には、マグロウヒルより著書「Engineering Companion（工学の手引き）」が出版された。アメリカ原子力学会（American Nuclear Society）の会員である。

## 逮捕
2010年3月1日、セルビアの司法当局による引渡し要求に基づいて、ロンドンのヒースロー空港にて逮捕された。ガニッチに対しては、1992年5月にサラエヴォ隊列事件（ドブロヴォリャチュカ通り攻撃）によって40人のユーゴスラビア人民軍の兵士を殺害した容疑がかけられている。その後サネラ・ジェンキンスが保釈金を支払ったことにより、3月12日に釈放されている。ジョン・ロウズ判事は、セルビアによる逮捕要求は政治的意図によるものであり、そのためガニッチの保釈は認められると強調した。また、ガニッチを擁護する立場からは、セルビアはまだいかなる具体的証拠も示しておらず、証拠とされるものの多くがドブロヴォリャチュカ事件に関するニュース記事によって作り上げられているとしている。しかし、セルビアの検察は、この事件にはさらなる証拠があるとしている。2010年7月27日、シティ・オブ・ウェストミンスター地方裁判所は、ガニッチのセルビアへの移送を否定し、釈放した。判事は、引渡し要求が「政治的目的によって生じ、使われているもので、法制度の濫用である」としている。

## 国籍
ガニッチは出生によってユーゴスラビア社会主義連邦共和国の国籍を与えられている。ユーゴスラビア連邦では、連邦の国籍に加えて、その構成国の国籍が付与されるため、ガニッチは出生地であるセルビア社会主義共和国の国籍を得ている。セルビアの国籍法では、明示的にセルビア国籍を放棄しない限りはセルビア国籍が失われることはないため、この観点からみればガニッチは今もなおセルビア国籍を有している。
1998年5月8日にボスニア・ヘルツェゴビナ国籍を申請した。したがって、この時点よりも前は、セルビア国籍のみを保持していたことになる。